# 魏如
魏如（1897年—1966年），浙江诸暨人，中华人民共和国政治人物。
担任中国民主建国会中央委员、公私合营新中机器厂厂长，上海市工商联副主任。1954年，当选第一届全国人民代表大会代表。